# Домброва (гміна Пшесмики)
Домброва (пол. Dąbrowa) — село в Польщі, у гміні Пшесмики Седлецького повіту Мазовецького воєводства.
Населення — 327 осіб (2011).
У 1975-1998 роках село належало до Седлецького воєводства.

## Демографія
Демографічна структура станом на 31 березня 2011 року:
|          | Загалом | Допрацездатний вік | Працездатний вік | Постпрацездатний вік |
| -------- | ------- | ------------------ | ---------------- | -------------------- |
| Чоловіки | 179     | 32                 | 124              | 23                   |
| Жінки    | 148     | 29                 | 65               | 54                   |
| Разом    | 327     | 61                 | 189              | 77                   |